# 囊花香茶菜
囊花香茶菜（学名：Isodon gibbosus），为唇形科香茶菜属下的一个植物种。